# ويليام سميث (لاعب رماية)
ويليام سميث (بالإنجليزية: William Smith)‏ (و. 1877 – 1953 م) هو لاعب رماية كندي، ولد في أوتا، شارك في الألعاب الأولمبية الصيفية 1908، وShooting at the 1908 Summer Olympics – Men's military rifle, team ‏، توفي في أوتا، عن عمر يناهز 76 عاماً.

## روابط خارجية
- ويليام سميث على موقع اللجنة الأولمبية الدولية (الإنجليزية)
- ويليام سميث على موقع أوليمبيديا (الإنجليزية)
- ويليام سميث على موقع اللجنة الأولمبية الكندية (الإنجليزية)